# Canaima GNU/Linux
Canaima ist eine Linux-Distribution mit ausschließlich freier Software und basiert auf Debian.
Seit 2004 fördert Venezuela die Nutzung freier Software in öffentlichen Einrichtungen. Das Nationale Zentrum für Informationstechnologie (CNTI) unterstützt dieses Ziel mit der Entwicklung einer eigenen venezolanischen Debian-basierten Linux-Variante Canaima GNU/Linux.
Die Installation – in Spanisch – der Download-Datei ist im Bootmodus möglich. In einem Testbericht werden Installation und Systemstart als langsam beschrieben. Nach der Installation sind alle OpenOffice-Programme installiert, außerdem auch FreeMind, OpenProj und XChat. Ein venezuela-spanisches Wörterbuch ist enthalten und in die Programme integriert.
2008 wurden Classmate PCs vom portugiesischen Hardwarehersteller JP Sá Couto bestellt, die mit diesem Linux ausgeliefert werden. Heute werden diese PCs als Magellan von Venezolana de Industrias Tecnológicas selbst hergestellt. Canaima setzt wegen dieser beschränkten Zielhardware auf einen monolithischen Kernel.